# اورانیل نیترات
اورانیل نیترات (به انگلیسی: Uranyl nitrate) با فرمول شیمیایی UO۲(NO۳)۲ یک ترکیب شیمیایی است. که جرم مولی آن ۳۹۴٫۰۴ g/mol می‌باشد. شکل ظاهری این ترکیب، بلورهای زرد است.